# Erythrogonia phoenicea
Erythrogonia phoenicea är en insektsart som beskrevs av Victor Antoine Signoret 1853. Erythrogonia phoenicea ingår i släktet Erythrogonia och familjen dvärgstritar. Inga underarter finns listade i Catalogue of Life.